# Mörner af Morlanda
Mörner af Morlanda es un linaje baronial y condal de la nobleza Sueca  del cual únicamente sobrevive la rama condal.
Tiene su origen en la familia Mörner. Familia noble medieval originaria de  Neumark en brandeburgo (Alemania) y mencionada por primera vez  el caballero Henning Morner en 1298. La tradición familiar señala como progenitor de la rama sueca al terrateniente Hans Morner (vivió en 1468), que fue bisabuelo de Ludwig von Mörner (fallecido en 1593) Consejo Privado de Brandeburgo y mariscal de la corte.
La introducción de la familia en la curia baronial con el n.º 62 se dio en 1674; el caballero Hans Georg Mörner fue entonces elevado a barón. Esta rama quedó extinta en 1962.

## El linaje condal Mörner af Morlanda
El linaje Mörner af Morlanda es la familia condal n.° 60 en el Riddarhus de Suecia.
El fundador de la rama fue el general, posteriormente mariscal de campo, gobernador y presidente del tribunal de apelaciones, barón Carl Gustaf Mörner af Morlanda (1658-1721). Elevado a conde el 10 de junio de 1716 en la sede de Torpum en Noruega por el rey Carlos XII de Suecia y presentado el 15 de febrero de 1718 con el mismo nombre.
En 1893, una rama de la familia recibió la dignidad de conde prusiano con el nombre de von Mörner y un escudo de armas simplificado.

### Blasonamiento
… Un escudo dividido en cinco campos, en el centro del cual se encuentra el escudo de armas nobiliario de la familia Mörner, el campo superior superior amarillo con una estrella, vertiendo en el pie superior un estandarte de color azul, el campo superior en la izquierda azul con seis picas en un zanco en forma de cruz de color dorado y plateado, que pasa por el centro de un cuello de esquí redondo decorado con oro y plata, el campo superior e inferior verde, en medio del cual se encuentra un tartar en su hábito, sosteniendo en su mano un sable desenvainado. La parte inferior izquierda tiene un león medio rojo, erguido, sosteniendo un arco tenso. Centro Sobre el escudo, una corona de caballero, donde una hoja de roble verde se alza entre dos alas de color rojo y blanco con vetas doradas y plateadas, y en cada esquina un casco de torre abierto, encima del casco superior se encuentra un león rojo con rayas plateadas, sosteniendo un arco tenso en sus garras delanteras. En el talón izquierdo hay un caballo blanco, encima del cual está sentado un hombre con una fea armadura y un comandante en la mano. El follaje azul, rojo y amarillo es exactamente como está configurado y medido todo el escudo de armas con sus propios colores…

### Derecho de mecenazgo
El miembro varón de mayor edad de la familia es el patronus de la cátedra de ciencias políticas y elocuencia en la Universidad de Uppsala y, por tanto, tiene derecho de patrocinio. Esta persona tiene la potestad, previa consulta con la universidad, a nombrar al titular de la cátedra. 
Nils-Axel Mörner (1938-2020) fue patronus hasta su muerte el 16 de octubre de 2020. Antes que él, fue su padre, el artista Stellan Mörner af Morlanda (1896-1979).